# Прислуга (фильм)
«Прислу́га» (англ. The Help) — драма режиссёра Тейта Тейлора, вышедшая на экраны в 2011 году. Экранизация одноимённого романа Кэтрин Стокетт. В главных ролях задействованы Виола Дэвис, Октавия Спенсер, Эмма Стоун, Брайс Даллас Ховард и Джессика Честейн. Премия «Оскар», «Золотой глобус» и BAFTA за лучшую женскую роль второго плана (Октавия Спенсер).

## Сюжет
События переносят нас в штат Миссисипи в 1960-е годы во время Движения за гражданские права чернокожих в США. Юджиния «Скитер» Филан (Эмма Стоун), окончив обучение в университете, возвращается домой, в небольшой город Джексон, столицу штата Миссисипи. Она мечтает стать журналисткой или писательницей, вырваться в бурную жизнь больших городов. Но приличная девушка с Юга не должна даже думать о подобном. По мнению её матери Шарлотты (Эллисон Дженни), девушке следует выйти замуж и родить детей. За время отсутствия Скитер их дом покинула чернокожая горничная Константин (Сисели Тайсон), которая работала там уже почти 30 лет и помогала воспитывать маленькую Скитер. Причины ухода туманны: Шарлотта говорит, что Константин ушла по собственному желанию, чему не верит Скитер.
Мудрая чернокожая женщина Эйбилин (Виола Дэвис) старше Скитер на тридцать лет, она всю свою жизнь прислуживает в домах белых, воспитала семнадцать чужих детей и давно уже ничего не ожидает от жизни, так как её душа опустошена после кончины единственного сына.
Лучшая подруга Эйбилин — Минни (Октавия Спенсер) — много лет работает на мать стервозной общественной деятельницы Хилли Холбрук (Брайс Даллас Ховард). Хилли — настоящее чудовище под красивой оберткой. Женщина истерична, жестока и не любит абсолютно никого, кроме себя — даже к собственным детям она относится с пренебрежением.
После того, как у матери Хилли (Сисси Спейсек) обнаруживается болезнь Альцгеймера, Хилли переселяет её вместе с Минни к себе.
Скитер устраивается на работу в местный журнал Jackson Journal, где ей поручают вести рубрику «Советы домохозяйкам по уборке дома». Будучи малоопытной в данном вопросе, она обращается за помощью к Эйбилин. На очередной вечеринке Холбрук поднимает тему разделения санузла для хозяев дома и для их чёрных горничных, причём туалет для горничных обязательно должен располагаться на улице. Основной причиной для этого Хилли называет то, что чёрные люди гораздо чаще болеют и разносят всякие болезни. Скитер не поддерживает эту идею и решает написать книгу, где должны размещаться рассказы горничных о своей нелёгкой работе и неблагодарности со стороны белых людей.
Сначала горничные и служанки неохотно относятся к идее Скитер из-за боязни потерять свою работу. Эйбилин соглашается первой, после того как узнаёт, что Минни была уволена из дома Холбруков с жутким скандалом всего лишь за то, что сходила в туалет в доме во время страшной грозы и ливня, когда её хозяйка настаивала, чтобы Минни вышла в «свой» туалет на улице. Вскоре после увольнения Минни устраивается на работу к жене состоятельного бизнесмена Джонни Фута Селии (Джессика Честейн), которую избегают большинство белых женщин Джексона, так как она вышла замуж за бывшего жениха Хилли. Селия чудаковата, инфантильна и абсолютно ничего не умеет делать, но добра, приветлива и искренне благодарна за то, что в её жизни появляется Минни, и привязывается к служанке. Та учит её ведению домашнего хозяйства. Однажды обнаружив, что хозяйка заперлась в ванной, Минни ломает дверь. Её взгляду предстаёт кровавая картина: беременная Селия потеряла ребёнка. Еле-еле успокоившись, Селия рассказывает, что это не первый её выкидыш и муж ничего о ребёнке не знал.
Эйбилин уговаривает Минни поделиться и своими историями для книги. Узнав о книге Скитер, Минни приходит в ярость, но быстро успокаивается и рассказывает свои истории.
Скитер отправляет черновик книги в крупное издательство Нью-Йорка, где она пыталась найти работу, в офис главного редактора Элейн Стайн (Мэри Стинберджен). Прочитав наброски, та заявляет о недостаточном количестве рассказов и просит порасспросить ещё с десяток горничных и уже тогда отправлять книгу ей.
Президент Кеннеди убит. В южных штатах США усиливаются проблемы на расовой почве, учащаются акты насилия, убийства, что происходит на фоне американского гражданского движения за равноправие людей с разным цветом кожи. Всё больше горничных соглашаются излить душу Скитер. Сама Скитер выясняет у матери причины увольнения своей старой няни Константин — к той приехала раньше срока её дочь Рейчел, и это выставило Шарлотту в неприглядном свете — и по просьбе Элейн Стайн дополняет книгу своей историей.
Эйбилин, Скитер и Минни понимают, что в случае, если в историях горничных будет узнан Джексон, им грозит увольнение. Для того чтобы избежать опознания, Минни рассказывает последнюю историю — о мести Холбрук. Вскоре после увольнения Минни приходит в дом Холбруков и отдаёт испечённый шоколадный пирог Хилли. Та, ни о чём не подозревая и расценивая это как попытку Минни загладить вину и просить о возвращении на работу, с удовольствием съедает два куска и предлагает попробовать своей матери. Однако Минни не даёт пожилой женщине съесть торт, сообщив Хилли, что добавила в пирог свои фекалии. Мать Хилли потешается над дочерью.
Позднее на благотворительном аукционе в пользу сирот Хилли выигрывает презент — шоколадный пирог Минни. Хилли подозревает, что выигрыш пирога устроила Селия, и устраивает истерику. Но после окончания бала выясняется, что это мать Хилли отомстила дочери за то, что та отдала её в дом престарелых после истории с пирогом.
Публикация книги, которая была названа «Прислуга», оказывается успешной. Скитер получает авторский гонорар, которым делится со своими «соавторами», рассказавшими ей истории. Также Скитер налаживает отношения с матерью и принимает предложение от издательства в Нью-Йорке.
Хилли устраивает дома истерику, прочитав книгу. Однако прямо рассказать об истории с пирогом (её Скитер также включила в книгу) она не может и едет прямо домой к Скитер. Девушка стойко выдерживает удар, но из дома Хилли выгоняет сама Шарлотта, дерзко высказав ей, что «они боятся заразиться от неё».
Минни выясняет, что Джонни Фут знал о том, что она учит его жену готовить. Получив от Футов гарантию постоянной работы, она вместе с пятью детьми уходит от пьяницы-мужа и переселяется в гостевой домик Футов. Одну лишь Эйбилин настигают неудачи — она была уволена из дома, где проработала много лет, с подачи Хилли, которая окончательно возненавидела чёрных людей и оклеветала горничную, заявив, что та украла несколько предметов из столового серебра. Эйбилин уходит, еле-еле распрощавшись с дочкой Элизабет и спросив Хилли, не устала ли та быть такой чёрствой и жестокой.
Эйбилин покидает особняк и уходит на поиски другой жизни.

## В ролях

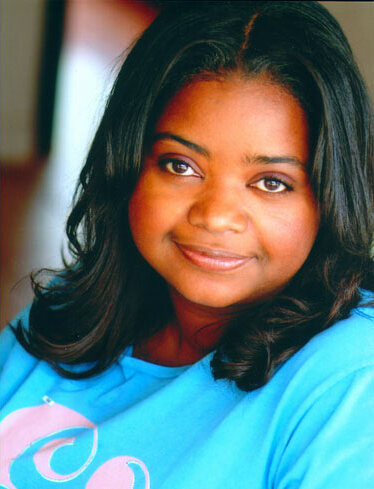
Октавия Спенсер, до этого известная в основном по эпизодическим ролям и работе в телесериалах, была удостоена премий «Оскар», «Золотой глобус» и BAFTA за роль Минни Джексон. Во время вручения «Оскара» зал устроил расплакавшейся актрисе стоячую овацию

| Актёр               | Роль                   |
| ------------------- | ---------------------- |
| Виола Дэвис         | Эйбилин Кларк          |
| Октавия Спенсер     | Минни Джексон          |
| Эмма Стоун          | Юджиния «Скитер» Филан |
| Брайс Даллас Ховард | Хилли Холбрук          |
| Джессика Честейн    | Селия Фут              |
| Эллисон Дженни      | Шарлотта Филан         |
| Сисси Спейсек       | миссис Уолтерс         |
| Крис Лоуэлл         | Стюарт Витуорт         |
| Ана О’Райлли        | Элизабет Лифолт        |
| Майк Фогель         | Джонни Фут             |
| Брайан Кервин       | Роберт Филан           |
| Лесли Джордан       | мистер Блэкли          |
| Онжаню Эллис        | Уэль Мэй Дэвис         |
| Дана Айви           | Грейс Хиггенботтом     |
| Мэри Стинберджен    | Элейн Стайн            |
| Анна Кэмп           | Джолин Френч           |
| Дэвид Ойелоуо       | проповедник Грин       |
| Нелсан Эллис        | Генри                  |
| Сисели Тайсон       | Константин Бейтс       |
| Лила Роджерс        | юная Юджиния           |
| Кэрол Саттон        | Кора                   |

## Создание
В декабре 2009 года журнал Variety сообщил о том, что Крис Коламбус, Майкл Барнатан и Марк Рэдклифф работают над экранизацией нашумевшей книги Кэтрин Стокетт «Прислуга». Съёмки начались в июле 2010 года и проходили в городе Гринвуд, штат Миссисипи. Часть сцен снималась близ городов Кларксдейл и Гринвилл. «Прислуга» была признана самым затратным фильмом, снятым в Миссисипи в 2000-х годах, после фильма братьев Коэн «О, где же ты, брат?».
Тейт Тейлор — друг детства автора романа «Прислуга» Кэтрин Стокетт, оба они родом из Джексона, что и предопределило выбор режиссёра картины.

### Кастинг
В марте 2010 года Эмма Стоун была утверждена на роль Скитер Филан. Примерно в то же время сыграть в картине согласились Виола Дэвис, Брайс Даллас Ховард, Эллисон Дженни и Крис Лоуэлл.

## Критика
| Рейтинги                | Рейтинги |
| Издание                 | Оценка   |
| ----------------------- | -------- |
| allmovie                | [ 17 ]   |
| Rolling Stone           | [ 18 ]   |
| eFilmCritic             | [ 19 ]   |
| Internet Movie Database | [ 20 ]   |
| The Guardian            | [ 21 ]   |
| Metacritic              | [ 22 ]   |
| Rotten Tomatoes         | [ 23 ]   |

Фильм получил преимущественно положительные отзывы критиков. На популярном сайте Rotten Tomatoes рейтинг картины составляет 75 %, составленный на 191 рецензии профессиональных кинокритиков.
Том Лонг, репортёр газеты The Detroit News, написал:

Потрясающий, завлекающий, затрагивающий всё сокровенное и даже, возможно, немного лечащий фильм, стилизованный под старые киношедевры. Подобное редко увидишь в наши дни.

C ним согласилась журналистка газеты The Miami Herald Конни Огль, заметившая, что «фильм может заставить смеяться в некоторых моментах, но, скорее, разобьёт ваше сердце».
Многие критики прочили фильму номинации на премию «Оскар» в категориях «Лучший фильм», «Лучшая женская роль» (Виола Дэвис) и «Лучшая женская роль второго плана» (Октавия Спенсер).

## Награды и номинации
| Премия                              | Категория                         | Имя                                                                                 | Результат |
| ----------------------------------- | --------------------------------- | ----------------------------------------------------------------------------------- | --------- |
| «Оскар»                             | Лучший фильм                      | Брунсон Грин, Крис Коламбус, Майкл Барнатан                                         | Номинация |
| «Оскар»                             | Лучшая женская роль               | Виола Дэвис                                                                         | Номинация |
| «Оскар»                             | Лучшая женская роль второго плана | Джессика Честейн                                                                    | Номинация |
| «Оскар»                             | Лучшая женская роль второго плана | Октавия Спенсер                                                                     | Победа    |
| BAFTA                               | Лучший фильм                      | Брунсон Грин, Крис Коламбус, Майкл Барнатан                                         | Номинация |
| BAFTA                               | Лучшая женская роль               | Виола Дэвис                                                                         | Номинация |
| BAFTA                               | Лучшая женская роль второго плана | Джессика Честейн                                                                    | Номинация |
| BAFTA                               | Лучшая женская роль второго плана | Октавия Спенсер                                                                     | Победа    |
| BAFTA                               | Лучший адаптированный сценарий    | Тейт Тейлор                                                                         | Номинация |
| «Золотой глобус»                    | Лучший фильм — драма              |                                                                                     | Номинация |
| «Золотой глобус»                    | Лучшая женская роль в драме       | Виола Дэвис                                                                         | Номинация |
| «Золотой глобус»                    | Лучшая женская роль второго плана | Джессика Честейн                                                                    | Номинация |
| «Золотой глобус»                    | Лучшая женская роль второго плана | Октавия Спенсер                                                                     | Победа    |
| «Золотой глобус»                    | Лучшая песня                      | Томас Ньюман, Мэри Джей Блайдж, Харви Мейсон-мл., Деймон Томас («The Living Proof») | Номинация |
| «Выбор критиков»                    | Лучший фильм                      |                                                                                     | Номинация |
| «Выбор критиков»                    | Лучшая женская роль               | Виола Дэвис                                                                         | Победа    |
| «Выбор критиков»                    | Лучшая женская роль второго плана | Джессика Честейн                                                                    | Номинация |
| «Выбор критиков»                    | Лучшая женская роль второго плана | Октавия Спенсер                                                                     | Победа    |
| «Выбор критиков»                    | Лучший адаптированный сценарий    | Тейт Тейлор                                                                         | Номинация |
| «Выбор критиков»                    | Лучшая песня                      | Мэри Джей Блайдж, Томас Ньюман, Харви Мейсон-мл. («The Living Proof»)               | Номинация |
| «Выбор критиков»                    | Лучший дизайн костюмов            | Шэрен Дэвис                                                                         | Номинация |
| «Выбор критиков»                    | Лучший актёрский состав           |                                                                                     | Победа    |
| «Спутник»                           | Лучший фильм                      |                                                                                     | Номинация |
| «Спутник»                           | Лучший режиссёр                   | Тейт Тейлор                                                                         | Номинация |
| «Спутник»                           | Лучшая женская роль               | Виола Дэвис                                                                         | Победа    |
| «Спутник»                           | Лучшая женская роль второго плана | Октавия Спенсер                                                                     | Номинация |
| «Спутник»                           | Лучший адаптированный сценарий    | Тейт Тейлор                                                                         | Номинация |
| «Спутник»                           | Лучший актёрский состав           |                                                                                     | Победа    |
| Национальный совет кинокритиков США | Лучший актёрский состав           |                                                                                     | Победа    |
| Премия Гильдии киноактёров США      | Лучший актёрский состав           |                                                                                     | Победа    |
| Премия Гильдии киноактёров США      | Лучшая женская роль               | Виола Дэвис                                                                         | Победа    |
| Премия Гильдии киноактёров США      | Лучшая женская роль второго плана | Джессика Честейн                                                                    | Номинация |
| Премия Гильдии киноактёров США      | Лучшая женская роль второго плана | Октавия Спенсер                                                                     | Победа    |
| Премия Гильдии продюсеров США       | Лучший фильм                      | Майкл Барнатан, Крис Коламбус, Брунсон Грин                                         | Номинация |
| Премия Гильдии сценаристов США      | Лучший адаптированный сценарий    | Тейт Тейлор                                                                         | Номинация |

## Саундтрек
1. «The Living Proof» — Мэри Джей Блайдж
2. «Jackson» — Джонни Кэш и June Carter
3. «Sherry» — Frankie Valli & The Four Seasons
4. «I ain’t Never» — Уэбб Пирс
5. «Victory is Mine» — Dorothy Norwood
6. «Road Runner» — Бо Диддли
7. «Hallelujah, I Love Her So» — Рэй Чарльз
8. «The Wah-Watusi» — The Orlons
9. «(You’ve Got) Personality» — Lloyd Price
10. «Don’t Think Twice, It’s All Right» — Боб Дилан
11. «Let’s Twist Again» — Чабби Чекер
12. «Don’t Knock» — Mavis Staples
13. «Jim Crow» — Thomas Newman